# Тит Отацилий Крас (консул 261 пр.н.е.)
Тит Отацилий Крас (на латински: Titus Otacilius Crassus) e политик на Римската република през ранната фаза на първата пуническа война.

## Биография
Произлиза от фамилията Отацилии.
Избран е през 261 пр.н.е., две години след неговия брат Маний Отацилий Крас, за консул заедно с Луций Валерий Флак. Двамата консули продължават боевете в Сицилия против картагенците.
Отацилий е женен за жената на Марк Клавдий Марцел, бащата на прочутия генерал Марк Клавдий Марцел. Баща е на Тит Отацилий Крас, който е претор през 3 век пр.н.е. и се бие във Втората пуническа война.